# Oleksandr Bondar
Oleksandr Ihorovyč Bondar (in ucraino Олександр Ігорович Бондар?, in russo Александр Игоревич Бондарь?, Aleksandr Igorevič Bondar'; Luhans'k, 24 ottobre 1993) è un tuffatore ucraino naturalizzato russo.

## Carriera
Ai campionati europei di tuffi di Torino 2009 ha vinto la medaglia di bronzo nei tuffi sincronizzati dalla piattaforma 10 metri in coppia con Oleksandr Horškovozov. I due ucraini, con 406.23 punti, in finale hanno chiuso alle spalle dei tedeschi Patrick Hausding e Sascha Klein (474.06), e dei russi Oleg Aleksandrovič Vikulov e Aleksej Kravčenko (440.52).
Nel 2009 ai campionati mondiali di Roma 2009 si è qualificato, assieme a Oleksandr Horškovozov per la finale dalla paittaforma 10 m sincro, dove ha ottenuto il dodicesimo posto.
Nel 2011 ha partecipato ai Campionati europei di tuffi svoltisi per la seconda volta consecutiva a Torino vincendo la bronzo nella piattaforma 10 m individuale, e l'argento nella piattaforma 10 m sincro.
Ai Campionati mondiali di nuoto di Shanghai 2011, assieme al compagno di nazionale Oleksandr Horškovozov, ha vinto la medaglia di bronzo nella piattaforma 10 m sincro ottenendo 435,36 punti nella finale. Il risultato gli ha permesso di concludere la gara dietro ai cinesi Qiu Bo e Huo Liang (477.96 punti) e i tedeschi Patrick Hausding e Sascha Klein (441.12). Nella piattaforma individuale ha ottenuto l'ottavo posto.
Allenato da Olga Leonova, ha sposato la tuffarice russa Yekaterina Fedorchenko grazie alla quale, ha ottenuto la cittadinanza russa. Dal 2016 decide di gareggiare con la nazionale della Russia, esordendo ai mondiali di Budapest 2017.
Ai campionati europei di nuoto di Glasgow 2018 ha vinto due medaglie d'oro: la prima, in coppia con Viktor Minibaev, nella piattaforma 10 metri sincro, precedendo al termine della gara la coppia britannica (Matthew Dixon e Noah Williams) e quella armena (Vladimir Harutyunyan e Lev Sargsyan); e la seconda, nella piattaforma 10 metri, precedendo il connazionale Nikita Šlejcher ed il francese Benjamin Auffret.

## Palmarès

### Per l'Ucraina
- Mondiali

Shanghai 2011: bronzo nel sincro 10m.
- Europei di nuoto/tuffi

Torino 2009: bronzo nel sincro 10m.
Torino 2011: argento nel sincro 10m, bronzo nella piattaforma 10m.
Eindhoven 2012: argento nel team event, bronzo nel sincro 10m.
Rostock 2013: oro nella piattaforma 10m e nel team event.
Berlino 2014: argento nel team event, bronzo nel sincro 10m.
- Giochi olimpici giovanili

Singapore 2010: argento nella piattaforma 10 m e nel trampolino 3 m.
- Europei giovanili

Budapest 2009: argento nel sincro 3m, bronzo nel trampolino 3m e nella piattaforma 10m (Cat. A).
Helsinki 2010: oro nella piattaforma 10m (Cat. A) e nel sincro 3 m, argento nel trampolino 1m e nel trampolino 3m (Cat. A).
Belgrado 2011: oro nella piattaforma 10m (Cat. A) e nel sincro 3m.

### Per la Russia
- Mondiali

Budapest 2017: argento nel sincro 10m.
Gwangju 2019: argento nel sincro 10m, bronzo nella piattaforma 10m.
- Europei di nuoto/tuffi

Glasgow 2018: oro nella piattaforma 10 m e nel sincro 10m.
Budapest 2020: oro nella piattaforma 10m e argento nel sincro 10m.
- Giochi mondiali militari

Wuhan 2019: bronzo nella piattaforma 10 m e nel sincro 10m.

### Per il Comitato Olimpico Russo
- Giochi olimpici

Tokyo 2020: bronzo nel sincro 10m.

### Atleta individuale neutrale
- Mondiali

Singapore 2025: bronzo nel sincro 10m misto.

## Riconoscimenti
- LEN Award: 2019